# Hemerophanes cedestis
Hemerophanes cedestis är en fjärilsart som beskrevs av Erich Martin Hering 1926. Hemerophanes cedestis ingår i släktet Hemerophanes och familjen tofsspinnare. Inga underarter finns listade i Catalogue of Life.